# Сельское поселение «Село Троицкое» (Хабаровский край)
Се́льское поселе́ние «Село Троицкое» — муниципальное образование в Нанайском районе Хабаровского края Российской Федерации.
Административный центр — село Троицкое.

## История
Статус и границы сельского поселения установлены Законом Хабаровского края от 28 июля 2004 года № 208 «О наделении посёлковых, сельских муниципальных образований статусом городского, сельского поселения и об установлении их границ».

## Население
| 2010  | 2011  | 2012  | 2013  | 2014  | 2015  | 2016  |
| ----- | ----- | ----- | ----- | ----- | ----- | ----- |
| 5143  | ↘5139 | ↘5056 | ↘4950 | ↘4849 | ↘4767 | ↘4686 |
| 2017  | 2018  | 2019  | 2020  | 2021  | 2023  |       |
| ↗4714 | ↘4677 | ↗4690 | ↗4699 | ↘4683 | ↗4786 |       |

## Состав сельского поселения
| № | Населённый пункт | Тип населённого пункта       | Население |
| - | ---------------- | ---------------------------- | --------- |
| 1 | Троицкое         | село, административный центр | ↘4470     |